# Freycinetia pseudograminifolia
Freycinetia pseudograminifolia är en enhjärtbladig växtart som beskrevs av Huynh. Freycinetia pseudograminifolia ingår i släktet Freycinetia och familjen Pandanaceae.
Artens utbredningsområde är Nya Kaledonien. Inga underarter finns listade.